# جک ویدلر
جک ویدلر (انگلیسی: Jack Vidler; ۱۳ ژوئن ۱۹۰۵ – 1953 (aged 47–48)) بازیکن فوتبال اهل بریتانیا بود.
از باشگاه‌هایی که در آن بازی کرده‌است می‌توان به باشگاه فوتبال پلیموث آرگیل و باشگاه فوتبال بریستول سیتی اشاره کرد.